# 카나트베크 베갈리예프
카나트베크 쿠바토비치 베갈리예프(키르기스어·러시아어: Канатбек Кубатович Бегалиев, 1984년 2월 14일 ~ )는 키르기스스탄의 레슬링 선수이다. 2008년 하계 올림픽에서 그레코로만형 웰터급에서 은메달을 획득하여 키르기스스탄 최초의 올림픽 은메달리스트가 되었다. 이는 현재까지 키르기스스탄 선수단이 올림픽에서 따낸 유일한 은메달이자 최고 성적이다.

## 수상
- 키르기스스탄 체육 명인